# صالح البيروتي

## صالح بن أحمد حسن البيروتي
شاعر يتميز بقوة شعره وجزالة الألفاظ الشعرية ورقة معانيها. رُغم أنه نشر مجموعة من أشعاره في عدد من المجلات العربية وترجم بعضها للغة الإنجليزية إلا أنه يُعتبر شاعرا مُقلّا في نشره لا في إنتاجه.
يُعتبر شاعراً متأثراً بالوقائع المعاصرة، صدر له 3 مجموعات شعرية هي:«من قبل» و«وآخر النفق» «ولأنني أقول لا»، إلا أنه لم يُعنى بتوزيعها ونشرها لأنها طُبعت في مكان وهو يقيم في مكان آخر. وُلد في فلسطين ويحمل الجنسية الأردنية ويعيش في المملكة العربية السعودية، أما إقامته ففي عمان.

### نشأته
ولد الشاعر صالح في عام 1946م، في قرية صميل وهي تقع في محافظة الخليل في الضفة الغربية من فلسطين. توفي الشاعر في 2006م في مدينة الدمام، في المملكة العربية السعودية. عاش الشاعر صالح في عدة دول منها: فلسطين والأردن والسعودية ولبنان.

### تعليمه
تلقى الشاعر صالح تعليمه الأول في مدارس وكالة الغوث الدولية في مخيم الوحدات في عَمّان، وأنهى دراسته الثانوية في مدرسة الأشرفية الثانوية. ثم التحق بعدها بجامعة بيروت العربية وحصل على ليسانس الآداب في اللغة العربية (1971)، وعلى ليسانس الحقوق (1975). عمل بالتدريس في عدد من مدارس المنطقة الشرقية بالسعودية (1980 - 2006) تولى خلالها إدارة إحدى المدارس، كما عمل بالتوجيه التربوي.

### أعماله
- ديوان «من قبل» - مكتبة برهومة - عَمّان 1996.
- ديوان مخطوط في حوزة زوجته.
- قصائد منشورة في بعض الدوريات العربية، منها: قصيدة: «لأني أحبك» - مجلة الفيصل (السعودية) - العدد 144 - يناير، فبراير 1989.

### بعض قصائده
- مزق
- بدوية
- شقراء
- صداقة
- سَلْ شاعرًا